# San Antonio Este
San Antonio Este es una localidad argentina que se encuentra dentro del extenso ejido municipal de San Antonio Oeste, en el departamento San Antonio de la provincia de Río Negro. Se encuentra ubicada a orillas de la bahía San Antonio dentro del golfo San Matías. Posee un puerto de aguas profundas a través del cual se exporta la mayor parte de la producción rionegrina.

## Ubicación
Se sale de Las Grutas o de San Antonio Oeste, hacia el norte se encuentra la rotonda con las rutas 3, 2 y 251, y desde allí se va hacia el este por la RN 3 hasta la rotonda que indica hacia el sur la dirección hacia San Antonio Este pasando junto a la Baliza San Matías. Son 70 km de recorrido por ruta 3. Se debe prever el abastecimiento de combustible ya que no es posible obtenerlo en el destino indicado. 
Antes de llegar, hay una sucesión de playas despejadas, aptas para el buceo, la pesca y la recolección de mejillones, pulpos y almejas. Esta zona es denominada «Saco Viejo».

## Turismo

### Puerto de San Antonio Este
Su particular costa de caracoles se extiende sobre una base de médanos y es posible explorar cada rincón sin agotar las sorpresas. Los tesoros del mar se brindan generosos y la paz de la inmensidad agota el día en sus «playas blancas».
Otra opción de visita es el puerto de ultramar, terminal portuaria internacional de aguas profundas. Servicios e infraestructura básica. Pesca desde costa, caminatas y paseos náuticos con avistajes de fauna marina, como la ballena franca austral y lobos marinos entre otras especies.

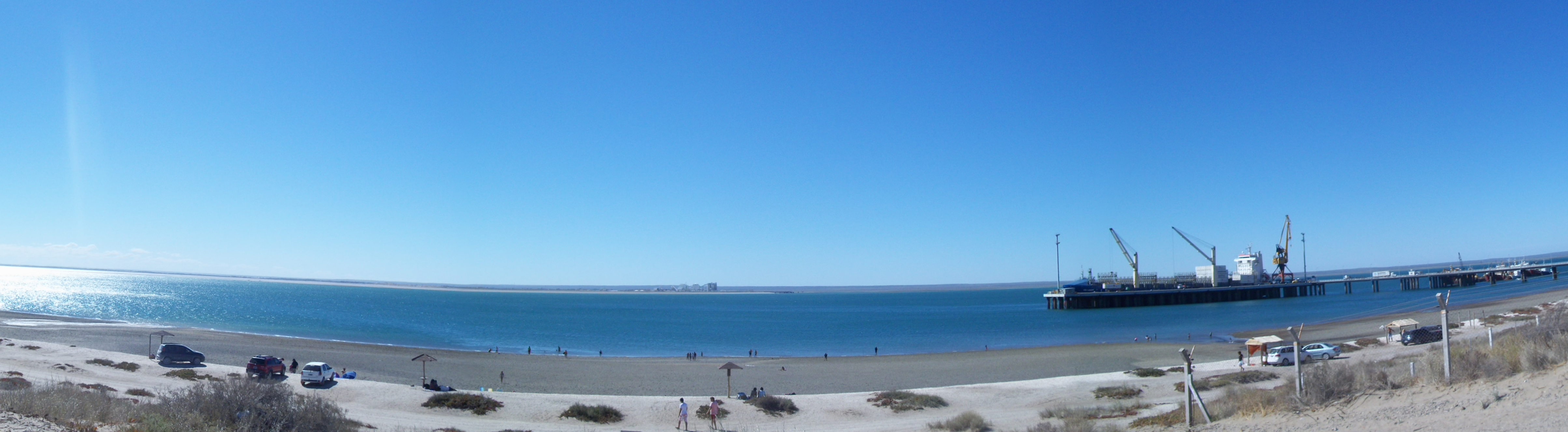
Panorámica de las playas aledañas al puerto. Se puede observar la costa al oeste de la bahía.

### Playa Villarino
A escasos kilómetros del puerto de San Antonio Este, playas blancas y extensas, de arena, almejas y caracolas. Campamentismo, tranquilidad y privacidad. Pesca desde la costa y recolección de moluscos.

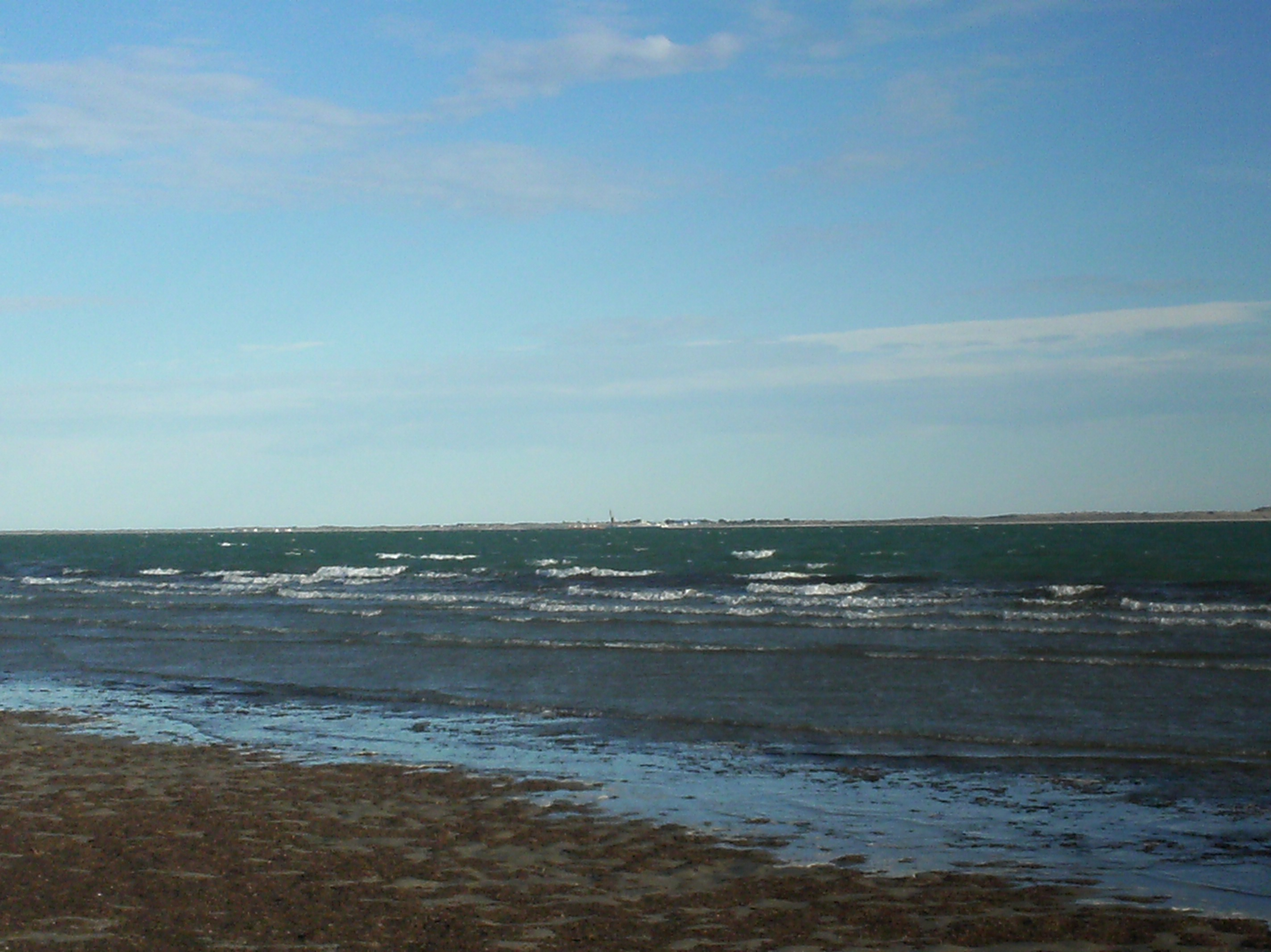
El pueblo portuario desde San Antonio Oeste.

### Playa Las Conchillas

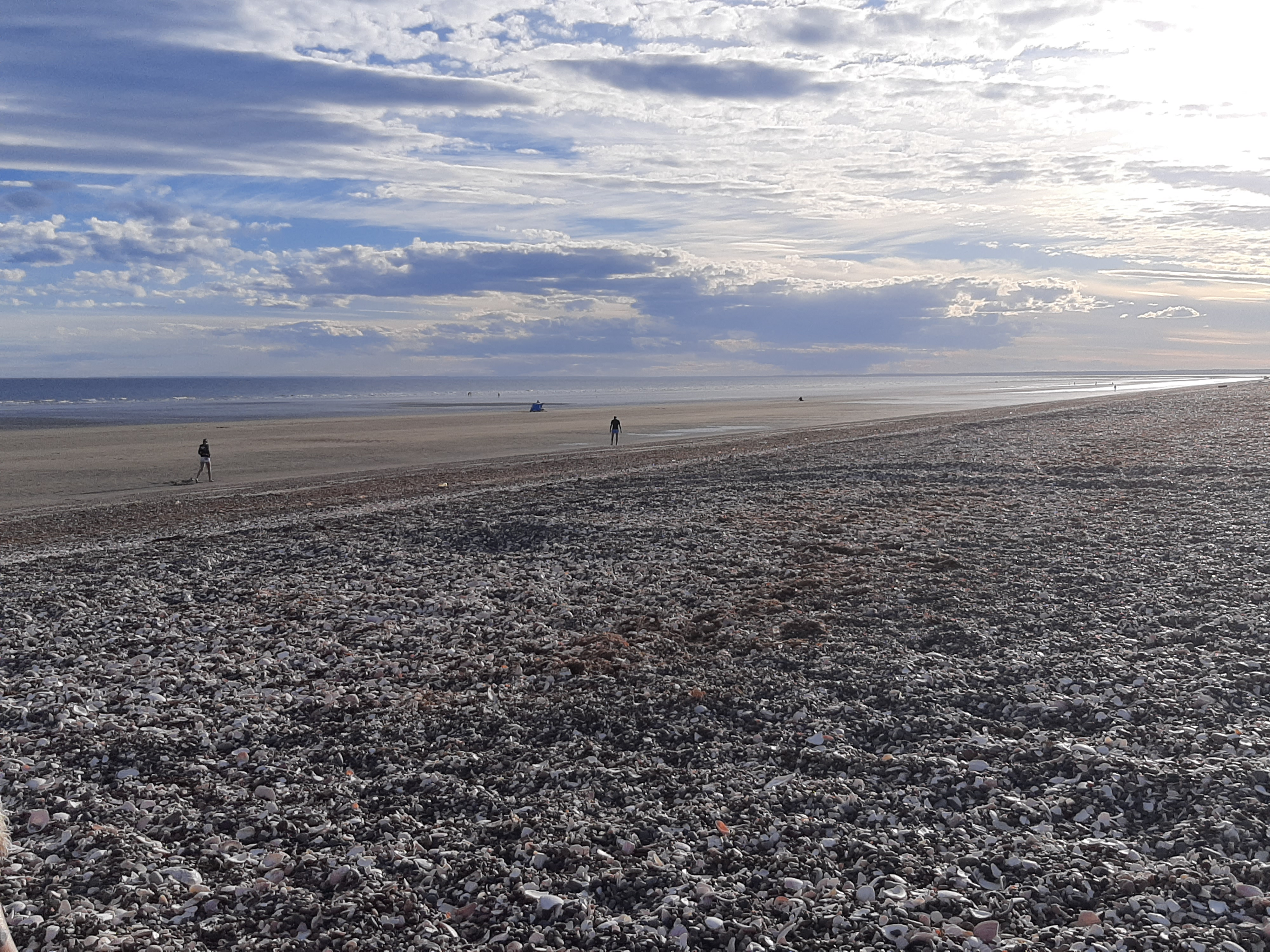
Playa Las Conchillas: lugar para disfrutar y compartir del paisaje con la familia, amigos e incluso solos.

En la costa sur de la península se encuentra la Playa Las Conchillas, la cual se ha convertido en uno de los atractivos turísticos destacados de toda la zona de San Antonio Oeste. Se caracteriza por su color blanco que proviene de una gran cantidad de conchillas de moluscos bivalvos. En Las Conchillas existe un pequeño núcleo urbano de formación reciente con un restaurante y varias casas de veraneo.

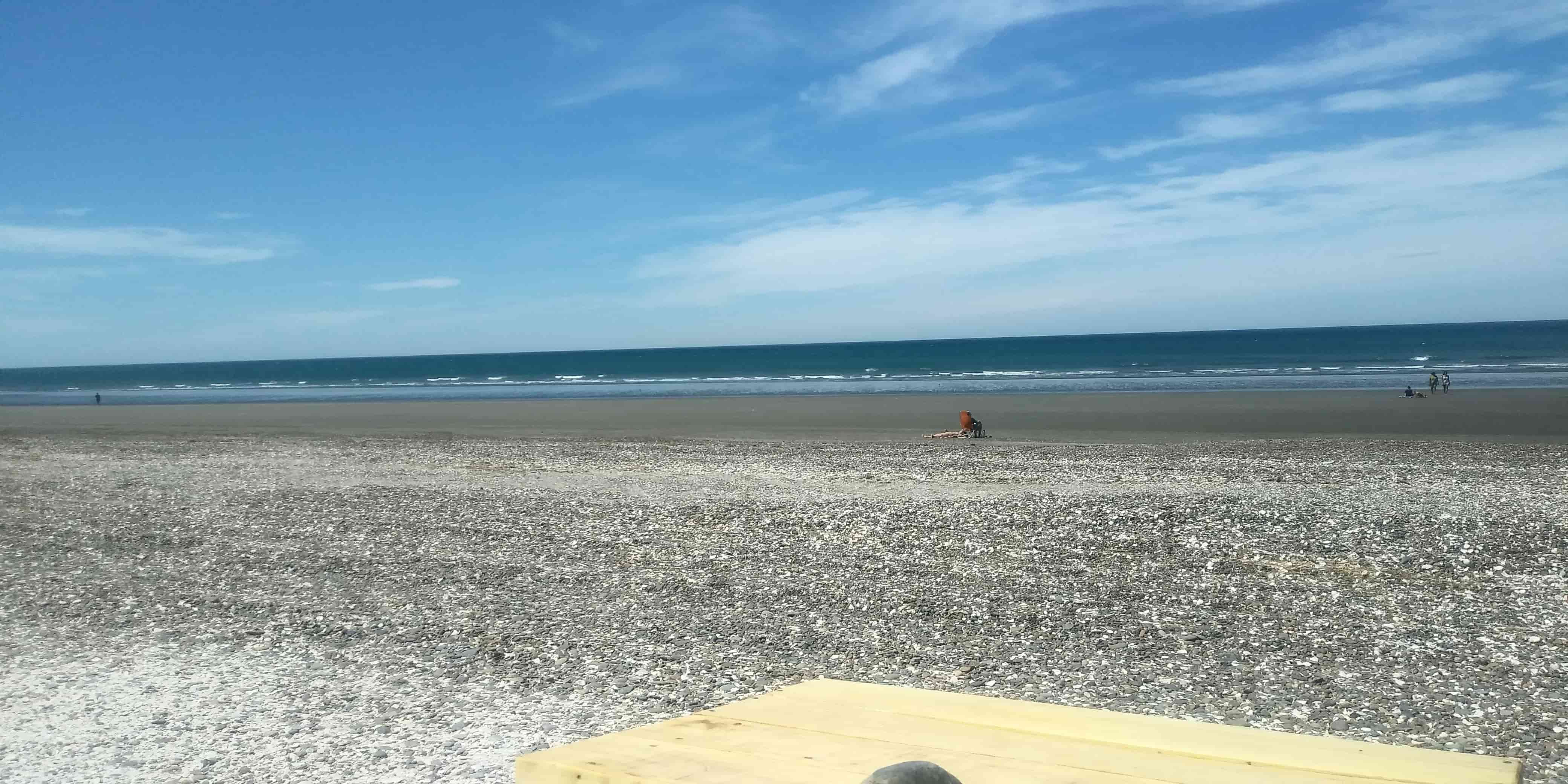
Playa Las Conchillas.

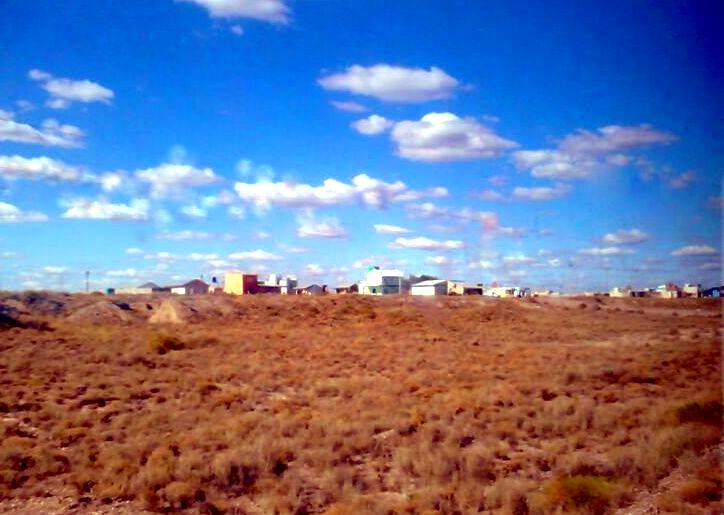
Vista panorámica del incipiente pueblo del balneario de Saco Viejo a pocos kilómetros de San Antonio Este.

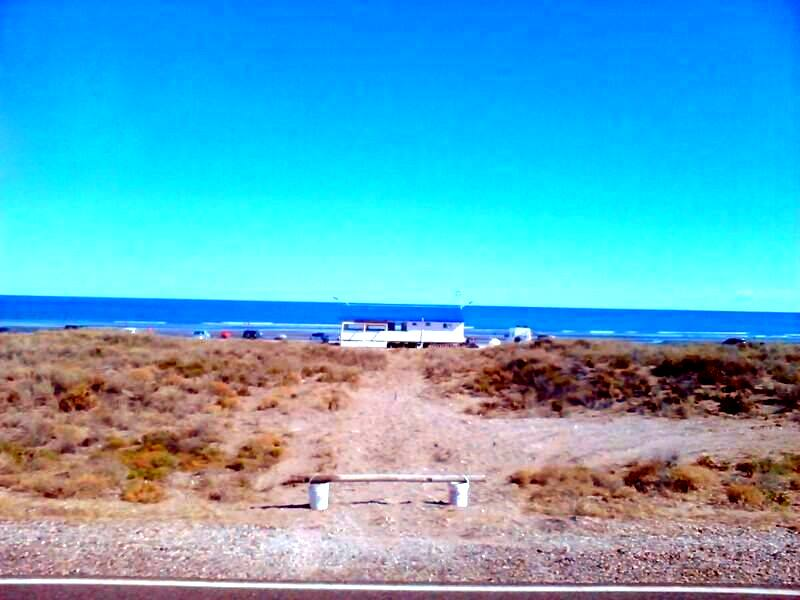
Vista del poblado cercano Saco Viejo y su exuberante playa.

## Población
Contó con 421 habitantes (Indec, 2022) y 163 hogares. Esto representó un incremento del 17,8% frente a los 381 habitantes (Indec, 2010) del censo anterior. Este dato es aproximado y no tiene en cuenta población circúndate nueva o rural dispersa; ya que en los datos definitivos que el INDEC informó no se detalló la población por localidades como se venía haciendo hasta el censo 2010.

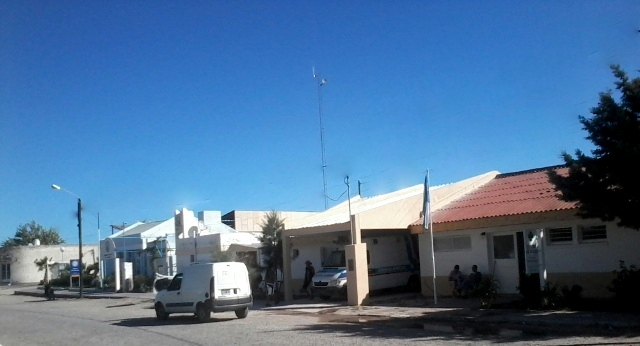
Una de las calles principales del pueblo (salita Mirta Pérez)

| Gráfica de evolución demográfica de San Antonio Este entre 1991 y 2022  |
|                                                                         |
| Fuentes: censos nacionales del INDEC e información mapa.poblaciones.org |

## Puerto de San Antonio Este
El Puerto se inauguró en 1983, puerto natural de aguas profundas. Su principal actividad radica en la exportación de frutas provenientes del Alto Valle del Río Negro. La población es pequeña y atractiva en cuanto a la propia actividad de una zona portuaria. 

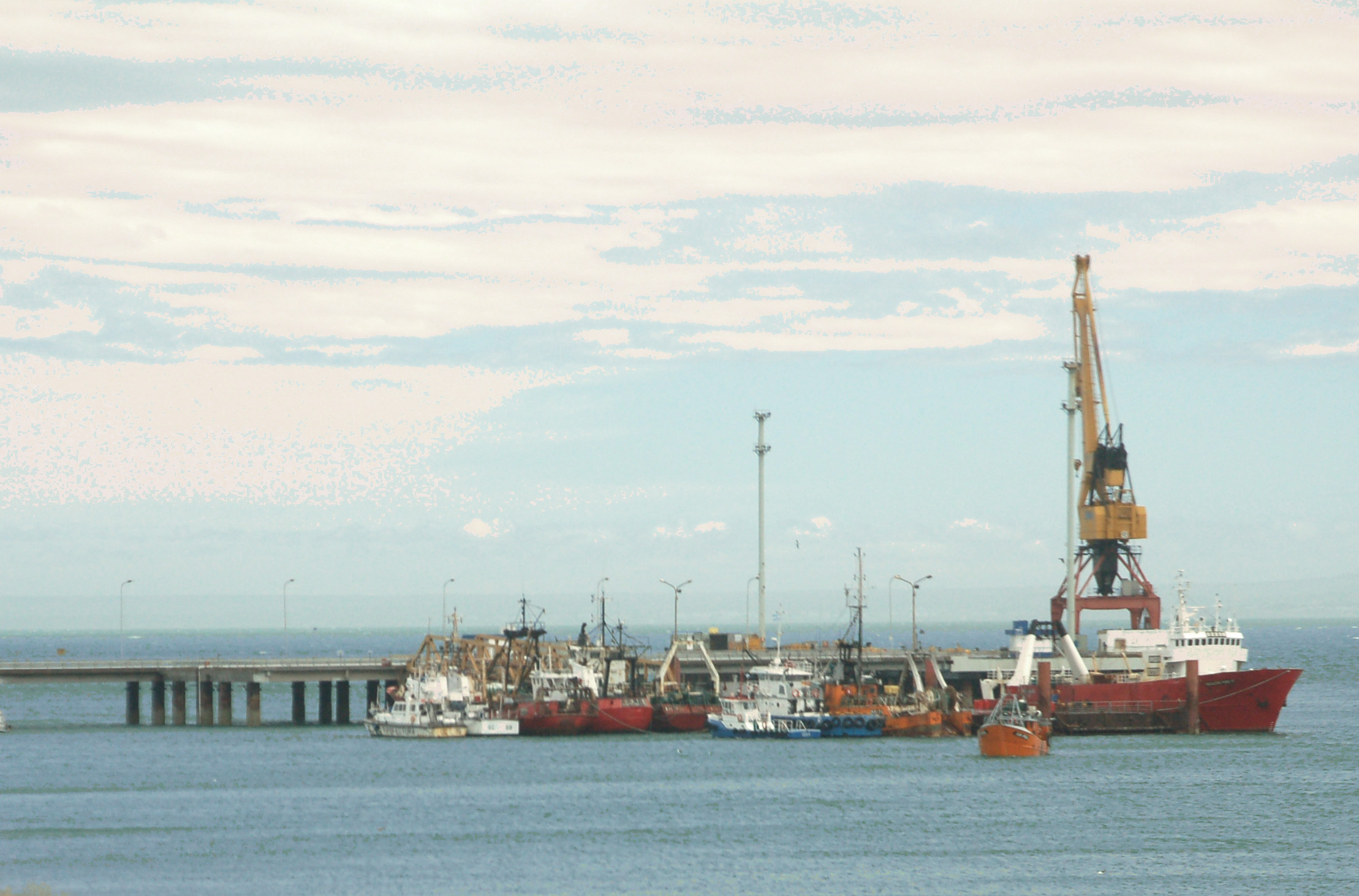
Desde el otro San Antonio se divisa el puerto.

## Galería

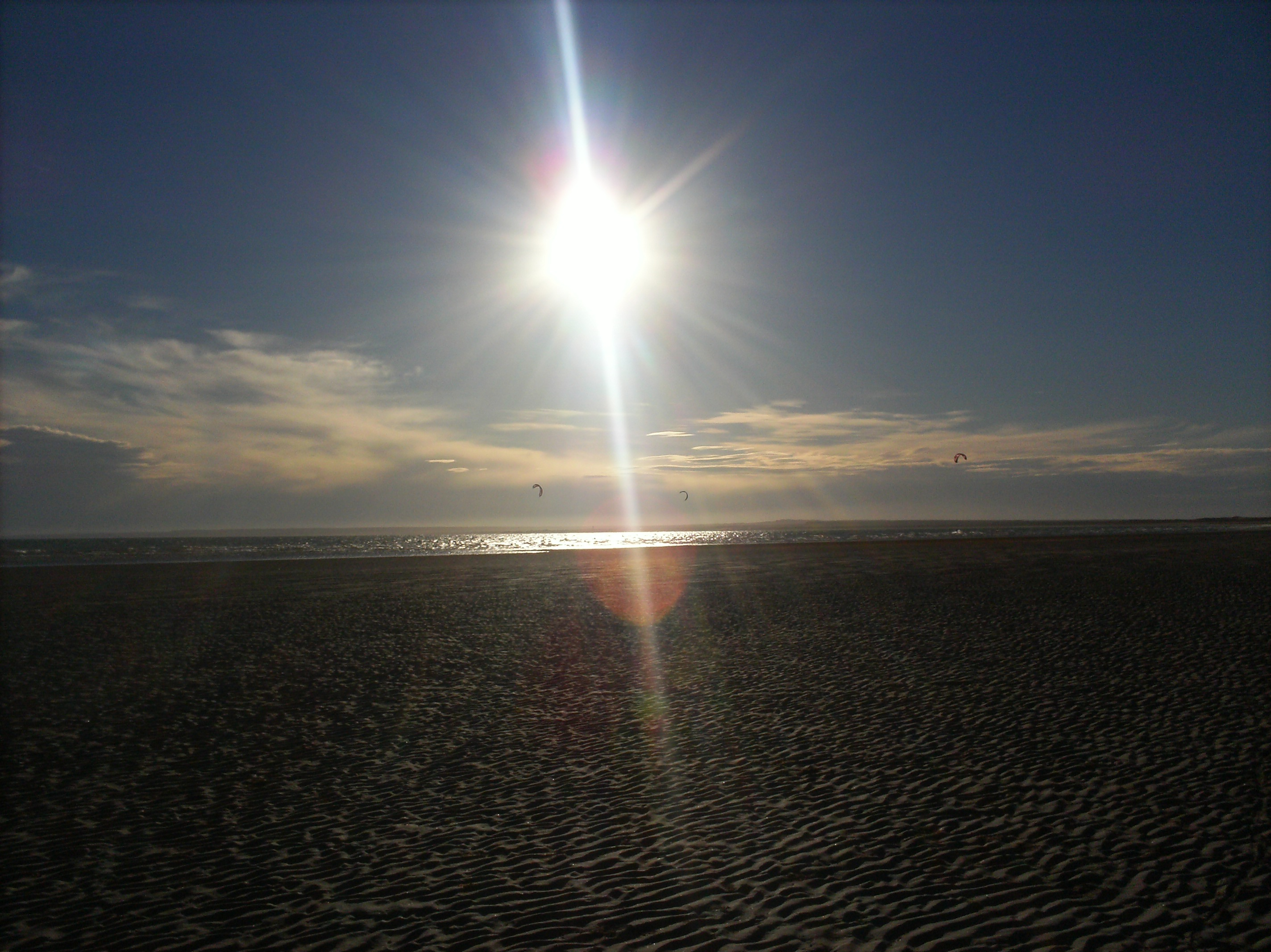
Playas de arena que rodean al pueblo portuario.
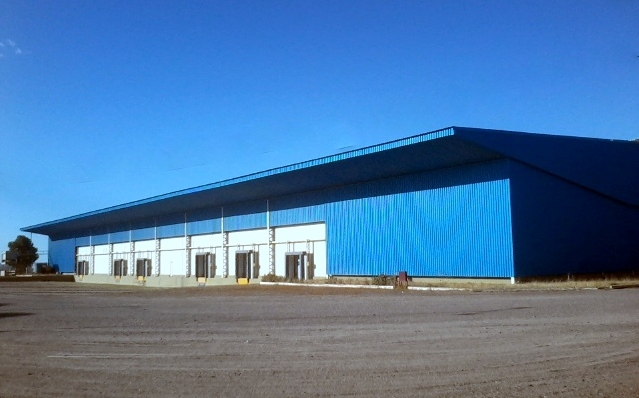
Galpón para almacenamiento en el puerto.
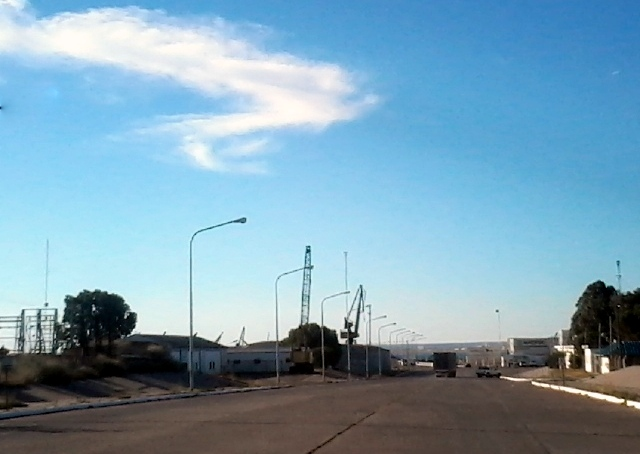
Entrada al puerto de aguas profundas de San Antonio.